# 이석형 (배우)
이석형(1995년 7월 19일 ~ )은 대한민국의 배우이다.

## 출연작

### 영화
- 《모럴센스》 (2022년) - 우혁 역
- 《액션히어로》 (2021년) - 주성 역
- 《괴기맨숀》 (2021년) - 곰팡이 청년 역
- 《하트》 (2020년) - 성범 역
- 《꿈의 제인》 (2017년) - 병욱 역
- 《오늘영화》 (2015년) - 전지현의 남자들 역

### 드라마
- 《협상의 기술》 (2025년, JTBC)
- 《O'PENing - 수령인》 (2024년, OCN) - 지승현 역
- 《O'PENing - 아들이 죽었다》 (2024년, tvN) - 병관 역
- 《수사반장 1958》 (2024년, MBC) - 정국진 역
- 《반짝이는 워터멜론》 (2023년, tvN) - 정발산 역
- 《링크 : 먹고 사랑하라, 죽이게》 (2022년, tvN) - 차진후 역
- 《소년심판》 (2022년, Netflix) - 이남경 역
- 《갯마을 차차차》 (2021년, tvN) - 김도하 역
- 《라켓소년단》 (2021년, SBS) - 이경민 역
- 《드라마 스테이지 - 민트 컨디션》 (2021년, tvN) - 익스 역
- 《도시남녀의 사랑법》 (2020년, 웹드라마) - 강병준 역
- 《보건교사 안은영》 (2020년, Netflix) - 강민우 역

## 수상
- 2021년 제25회 부천국제판타스틱영화제 코리안 판타스틱 장편부문 코리안 판타스틱 배우상